# Horseshoe Bend (Texas)
Horseshoe Bend es un lugar designado por el censo ubicado en el condado de Parker en el estado estadounidense de Texas. En el Censo de 2010 tenía una población de 789 habitantes y una densidad poblacional de 176,29 personas por km².

## Geografía
Horseshoe Bend se encuentra ubicado en las coordenadas 32°34′31″N 97°52′39″O / 32.57528, -97.87750. Según la Oficina del Censo de los Estados Unidos, Horseshoe Bend tiene una superficie total de 4.48 km², de la cual 4.27 km² corresponden a tierra firme y (4.63%) 0.21 km² es agua.

## Demografía
Según el censo de 2010, había 789 personas residiendo en Horseshoe Bend. La densidad de población era de 176,29 hab./km². De los 789 habitantes, Horseshoe Bend estaba compuesto por el 93.16% blancos, el 0.51% eran afroamericanos, el 1.14% eran amerindios, el 0.38% eran asiáticos, el 0% eran isleños del Pacífico, el 2.92% eran de otras razas y el 1.9% pertenecían a dos o más razas. Del total de la población el 9.38% eran hispanos o latinos de cualquier raza.